# 丁华锋
丁华锋（1977年6月—），男，汉族，湖北荆门人，中华人民共和国政治人物，中国地质大学（武汉）教授，博士生导师。第十四届全国政协委员。